# 珠海市人民医院
珠海市人民医院（暨南大学珠海临床医学院、澳门科技大学医学院第一附属医院、北京理工大学附属医院）是珠海市最大的公立医院，位于香洲区，医院分康宁路南区和园山路北区两个院区。

## 简介
珠海市人民医院于1961年建立，前身为珠海渔民医院，1967年改为珠海县人民医院，1979年建市时更为现名至今。
1995年，珠海市人民医院被评为三级甲等综合医院。1997年正式挂牌成为暨南大学医学院第三附属医院（现更名为暨南大学医学院附属珠海医院）。1998年，珠海市人民医院被评为广东省“百家文明医院”，2001年—2002年被评为珠海市诚信单位。
珠海市人民医院南区占地面积5万平方米，现有医务人员约900名。
2011年6月，珠海市人民医院北区正式开工建设，以缓解珠海市民看病难问题。2014年11月竣工，2015年上半年投入使用。北区占地面积1.35万平方米。
2021年3月，珠海市人民政府与澳门科技大学签署框架协议，共同建设珠海市人民医院作为澳门科技大学医学院第一附属医院。
2025年2月，珠海市人民政府与北京理工大学签署框架协议，共同建设珠海市人民医院作为北京理工大学附属医院。

## 医疗事故
2023年，有患者前往珠海市人民医院口腔科就诊。但该科室有一位职工却拔错了牙齿，还篡改了病历，构成了医疗事故。

## 公共交通
- 公交车：8路、9路、12路、13路、14路、20路